# Imani Lewis
Pour les articles homonymes, voir Lewis.
Imani Lewis est une actrice américaine née le 12 avril 1999, notamment connue pour ses rôles dans Dernière Année et Hightown.

## Carrière
De 2020 à 2021, elle incarne Charmaine dans la série télévisée dramatique Hightown de Starz. 
En 2022, elle tient l'un des rôles principaux de la série télévisée américaine Netflix pour adolescents, First Kill. Adaptée de la nouvelle du même nom de V. E. Schwab parue en 2020, elle y incarne Calliopé, une chasseuse de monstres intrépide. 

## Filmographie

### Cinéma
- 2018 : Dernière Année : Aniyah
- 2019 : Premature : Shonté[3]
- 2020 : Farewell Amor : Michelle
- 2020 : 40 ans, toujours dans le flow : Elaine
- 2020 : Des vampires dans le Bronx : Gloria
- 2021 : Shoplifters of the World : Babs
- 2021 : Killer Among Us : Ricki Fennel
- 2025 : Ricky de Rashad Frett : Jaz

### Télévision

#### Séries télévisées
- 2017 : The Get Down : Tanya (3 épisodes)
- 2017–2018 : Star : Lana (8 épisodes)
- 2019 : Alternatino with Arturo Castro
- 2019 : Wu-Tang : An American Saga : Roxanne Shante
- 2020–2021 : Hightown : Charmaine (13 épisodes)
- 2021–2022 : The Equalizer : Kisha Griffin (2 épisodes)
- 2022 : First Kill : Calliopé (8 épisodes)
- 2022 : Flatbush Misdemeanors : Honor